# Neuvy-sur-Loire
Neuvy-sur-Loire és un municipi francès, situat a la regió de Borgonya - Franc Comtat, al departament del Nièvre.